# 灰叶后蕊苣苔
灰叶后蕊苣苔（学名：Opithandra cinerea）为苦苣苔科后蕊苣苔属下的一个种。

## 扩展阅读
維基物種上的相關：灰叶后蕊苣苔